# Distretto di Santa Catalina de Mossa
Il distretto di Santa Catalina de Mossa è un distretto del Perù, facente parte della provincia di Morropón, nella regione di Piura.